# Дьюла (мова)
Мова дьюла — мова групи манде, поширена в Буркіна-Фасо й Кот-д'Івуарі. Є найближчим родичем мови бамана (відмінності настільки малі, що їх можна порівняти з американською та британською версіями англійської мови). Широко використовується в торгівлі в країнах Західної Африки.
Слід відрізняти мову дьюла від мови діола у Гвінеї-Бісау.
Абетка: a b c d e ɛ f g gb h i j k kp l m n ny ŋ o ɔ p r s t u v w y z